# Restaurant (magasin)
 Restaurant er et britisk magasin for kokke, restaurantejere og andre køkkenfagfolk, det koncentrerer sig om gastronomi. Det producerer årlig en liste over de 50 bedste restauranter i verden, baseret på stemmer fra 600 "kokke, restauratører, kritikere og livsglade gourmander". Listen betragtes dog ikke som definitiv.
Øverst på listen i 2009 lå den spanske restauranten   Roses ledet af El Bulli for fjerde år i træk og det femte år i alt. I 2010 blev Ferran Adrias restaurant slået af den skandinaviske restaurant Noma. Noma vandt også i 2011 og 2012 samt 2014.